# ФК Купс Куопио
ФК КуПС је фински фудбалски клуб са седиштем у, деветом најнасељенијем граду државе, Куопиу. Клуб се тренутно такмичи у Првој лиги Финске и наступа на стадиону по имену „Савон Саномат Арена” капацитета 5.000 места.
ФК КуПС држи рекорд финског фудбала као клуб са највећим континуитетом играња у Првој лиги Финске, пошто је период 1949-1992. провео у најелитнијем рангу фудбала.

## Историја
Једно од првих спортских друштава у Куопиу био је Купио Реипас који је постојао до краја финског грађанског рата. Из угашеног клуба издвојила су се неколико нових, а један од њих био је и ФК КуПС.
Клуб је углавном играо пријатељске утакмице против локалних ривала. Први велики пробој догодио се 1930. када је клуб освојио Трећу лигу и пласирао се у Другу лигу Финске. Клуб се први пут пласирао у Прву лигу Финске 1947. године, али је већ у дебитантској сезони испао. Ипак, након једне сезоне успео да се врати и провео 44 узастопних сезона у најелитнијем рангу такмичењима, што чини рекорд финског фудбала.
КуПС је освојио финско првенство 6 пута, Куп Финске два пута и један Лига куп Финске.

## Трофеји
- Прва лига Финске
  - Победник (7): 1956, 1958, 1966, 1974, 1976, 2019, 2024.
- Куп Финске
  - Победник (5): 1968, 1989, 2021, 2022, 2024.
- Лига куп Финске
  - Победник (1): 2006.

## Стадион
Стадион на којем наступа КуПС назива се Фудбалски стадион Купио, а познат је и под именом Савон Саномат Арена. То је вишенаменски стадион, а углавном се користи за потребе фудбалске утакмице. Стадион је изграђен 2005. године и капацитет износи 5.000 места. Поред КуПС-а, овај стадион користи и ФК Палокисат.

## ФК КуПС у европским такмичењима
| Сезона   | Такмичење            | Коло        | Клуб              | Дом.            | Гост            | Укупно          |
| -------- | -------------------- | ----------- | ----------------- | --------------- | --------------- | --------------- |
| 1959/60. | Лига шампиона        | кв.         | Ајнтрахт          | КуПС се повукао | КуПС се повукао | КуПС се повукао |
| 1967/68. | Лига шампиона        | 1. коло     | Сент Етјен        | 0:3             | 0:2             | 0–5             |
| 1969/70. | Куп победника купова | 1. коло     | Академика         | 0:1             | 0:0             | 0–1             |
| 1975/76. | Лига шампиона        | 1. коло     | Рух Хожов         | 2:2             | 0:5             | 2–7             |
| 1976/77. | Куп УЕФА             | 1. коло     | Естерс            | 3:2             | 0:2             | 3–4             |
| 1977/78. | Лига шампиона        | 1. коло     | Клуб Бриж         | 0:4             | 2:5             | 2–9             |
| 1978/79. | Куп УЕФА             | 1. коло     | Болдклубен        | 2:1             | 4:4             | 6–5             |
| 1978/79. | Куп УЕФА             | 2. коло     | Есбјерг           | 0:2             | 1:4             | 1–6             |
| 1980/81. | Куп УЕФА             | 1. коло     | Сент Етјен        | 0:7             | 0:7             | 0–14            |
| 1990/91. | Куп победника купова | 1. коло     | Динамо Кијев      | 2:2             | 0:4             | 2–6             |
| 2011/12. | Лига Европе          | 2. коло кв. | Медијаш           | 1:0             | 0:2             | 1–2             |
| 2012/13. | Лига Европе          | 1. коло кв. | Ланели            | 2:1             | 1:1             | 3–2             |
| 2012/13. | Лига Европе          | 2. коло кв. | Макаби Нетања     | 1:0             | 1:2             | 2–2(пгг)        |
| 2012/13. | Лига Европе          | 3. коло кв. | Бурсаспор         | 1:0             | 0:6             | 1–6             |
| 2018/19. | Лига Европе          | 1. коло кв. | Копенхаген        | 0:1             | 1:1             | 1–2             |
| 2019/20. | Лига Европе          | 1. коло кв. | Витебск           | 2:0             | 1:1             | 3–1             |
| 2019/20. | Лига Европе          | 2. коло кв. | Легија            | 0:0             | 0:1             | 0–1             |
| 2020/21. | Лига шампиона        | 1. коло кв. | Молде             | Н/Д             | 0:5             | 0–5             |
| 2020/21. | Лига Европе          | 2. коло кв. | Слован Братислава | 1:1             | Н/Д             | 1–1 (4:3пен)    |
| 2020/21. | Лига Европе          | 3. коло кв. | Судува            | 2:0             | Н/Д             | 2–0             |
| 2020/21. | Лига Европе          | плеј-оф     | ЧФР Клуж          | Н/Д             | 1:3             | 1–3             |
| 2021/22. | Лига конференције    | 1. коло кв. | Ноа               | 5:0             | 0:1             | 5–1             |
| 2021/22. | Лига конференције    | 2. коло кв. | Ворскла           | 2:2             | 3:2             | 5–4             |
| 2021/22. | Лига конференције    | 3. коло кв. | Астана            | 1:1             | 4:3             | 5–4             |
| 2021/22. | Лига конференције    | плеј-оф     | Унион Берлин      | 0:4             | 0:0             | 0–4             |
| 2022/23. | Лига конференције    | 1. коло кв. | Дила Гори         | 2:0             | 0:0             | 2–0             |
| 2022/23. | Лига конференције    | 2. коло кв. | Милсами           | 2:2             | 4:1             | 6–3             |
| 2022/23. | Лига конференције    | 3. коло кв. | Јанг бојс         | 0:2             | 0:3             | 0–5             |